# Simón Bolívar (Zulia)
Simón Bolívar is een gemeente in de Venezolaanse staat Zulia. De gemeente telt 47.500 inwoners. De hoofdplaats is Tía Juana.